# パラオキシ安息香酸エステル

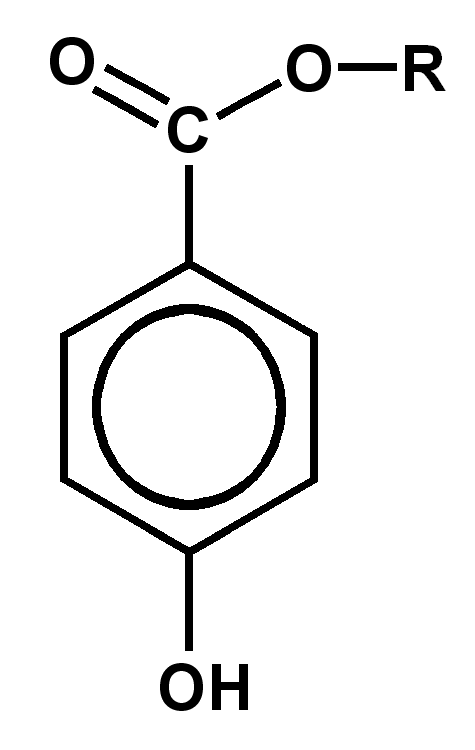
パラベンの一般的な構造式

パラオキシ安息香酸エステル（パラオキシあんそくこうさんエステル、para-hydroxybenzoate）は、安息香酸エステルのパラ位にフェノール性ヒドロキシ基を持つ有機化合物群の呼び名である。主に飲料向けの防腐剤として使用されているが食品・医薬品あるいは化粧品の防腐剤成分名として掲示する場合に、製品に複数種含まれるパラオキシ安息香酸エステルを総称してパラベン（paraben）と呼称される。フェノール部分は塩を形成するためナトリウム塩などの形で使用される場合もある。
防腐剤として使用される製品名とIUPAC名を次に挙げる
- パラオキシ安息香酸メチル（メチルパラベン、methyl 4-hydroxybenzoate）
- パラオキシ安息香酸エチル（エチルパラベン、ethyl 4-hydroxybenzoate）
- パラオキシ安息香酸プロピル（プロピルパラベン、propyl 4-hydroxybenzoate）
- パラオキシ安息香酸イソプロピル（イソプロピルパラベン、isopropyl 4-hydroxybenzoate）
- パラオキシ安息香酸ブチル（ブチルパラベン、butyl 4-hydroxybenzoate）
- パラオキシ安息香酸イソブチル（イソブチルパラベン、isobutyl 4-hydroxybenzoate）
- パラオキシ安息香酸ベンジル（ベンジルパラベン、benzyl 4-hydroxybenzoate）

パラオキシ安息香酸エステルは広い菌種に対して静菌作用を示し、通常はエステル部分の異なるパラオキシ安息香酸エステルを複数組み合わせて使用される。抗菌活性の強さは、ベンジル>ブチル>プロピル>エチル>メチルエステルの順といわれている。消毒剤や感染症の治療剤としては用いられない。

## 体内挙動

### 経皮吸収
角質のバリア機能の影響を強く受け、健常な皮膚においては最小限が体内に浸透するが、表皮に存在する酵素であるカルボキシルエステラーゼによってパラヒドロキシ安息香酸に加水分解され、尿中に急速に排泄されることが明らかにされており、また1984年-2008年の試験データによるとパラベンはヒト組織に有意な程度までは蓄積しないと結論づけられる。

### 経口摂取/直腸摂取
食品に用いられる例は少なくなったが医薬品や栄養ドリンクでは多用されている。
30分〜1時間で最大になるが、その後代謝物(パラヒドロキシ安息香酸)として分解される他、フリー体及びグルクロン酸抱合体として尿に排泄された。4時間後には検出限界まで低下された。

## 副作用

### 経皮吸収
角質を突破するとTRPA1受容体を活性化させ、痛みを誘発することが自然科学研究機構 生理学研究所の研究チームで突き止められ、マウスに対する実験でも確認された。
1000人中3人の確率でアレルギー様症状がみられるとされる。
100人規模の複数の研究では皮膚刺激作用などは確認されなかった。一方以前に皮膚炎の既往がある人においてメチルパラベン単体での接触皮膚感作が確認された個別症例が有る。

#### パラベンフリー
パラベンフリーといっても、防腐剤フリーではない。また防腐剤以外でもエタノール等が皮膚に刺激を与える場合も有る。